# ویدر
ویدر یکی از روستاهای استان مرکزی است که در بخش خرقان شهرستان زرندیه واقع شده‌است.

## جمعیت
این روستا در دهستان الویر واقع شده و براساس سرشماری سال ۱۳۸۵، جمعیت آن ۲۳۸ نفر (۸۴ خانوار) بوده‌است.

## زبان
اهالی روستای ویدر به زبان تاتی ویدری سخن می‌رانند.
آسیاب‌های آبی ویدر
این روستا دارای منابع آب غنی است که از رشته‌کوه‌های خرقان سرچشمه می‌گیرد، در مسیر این رودخانه، چهار آسیاب آبی وجود داشته است که در گذشته برای آسیاب کردن غلات مورد استفاده قرار می‌گرفتند. امروزه تنها بقایای اندکی از این آسیاب‌ها باقی مانده است.